# غيبسون
شركة غيبسون للغيتار (بالإنجليزية: Gibson Guitar Corporation)‏ وتعرف اختصارا باسم غيبسون، هي شركة أمريكية تصنع الغيتارات. كان مقرها يقع في كالامازو، ميشيغان قبل أن ينتقل إلى ناشفيل , اسس الشركة أورفيل جيبسون (بالإنجليزية : Orville Gibson) عام (1902) باسم "The Gibson Mandolin-Guitar Mfg. Co., Ltd.".